# Postdigital
Postdigital é um termo que entrou em uso no discurso da prática artística digital no início do século XXI. Este termo aponta significativamente para as nossa relações com as tecnologias digitais e as formas de arte que têm vindo rapidamente a sofrer uma grande mudança. Aponta para uma atitude que está mais preocupada com o ser humano, do que com o digital. Examinando a descrição do paradigma do consenso, somos confrontados com uma escolha: ou a sociedade "postdigital" tem um significado intrínseco, ou então é contextualizada num paradigma do consenso que inclui a arte como uma totalidade. De qualquer forma, Roy Ascott demonstrou claramente que a distinção entre o digital e o "postdigital" faz parte da economia da realidade.

## Teoria
Giorgio Agamben (2002) descreve paradigmas como sendo coisas com as quais pensamos ou que nos ajudam a pensar, em vez de coisas nas quais pensamos. Tal como na era do computador, o postdigital é também um paradigma, mas assim como no pós-humanismo, por exemplo, o postdigital não tem como objetivo descrever uma vida após o digital, mas sim tenta descrever a atual oportunidade de explorar as consequências do digital e da era da informação. Enquanto a era da informação aumentou a capacidade dos recursos humanos, atraindo-nos com extraordinários aparelhos, o postdigital pode fornecer um paradigma com o qual é possível analisar e compreender a razão de ser desses aparelhos.
Em The Future of Art in a Postdigital Age, Mel Alexenberg define "arte postdigital", como obras que abordam a humanização das tecnologias digitais através da interação entre sistemas: digital, o biológico, cultural, espiritual. Entre o ciberespaço e o espaço real. Entre embodied media e mistura de realidade na comunicação social e física. Entre a experimentação da alta tecnologia e o contacto direto, entre o visual, tátil, auditiva e a experiência de meios quinestéticos, entre o virtual e a realidade aumentada, entre as raízes e a globalização, entre autoetnografia e a comunidade narrativa, e entre web-enabled e sistema colaborativo, entre wikiarts e obras de arte criadas com meios alternativos através da participação, interação e colaboração, em que o papel do artista é redefinido.
Além do amplo alcance do discurso artístico, a noção de postdigital está emergindo como um termo que descreve a exploração da nossa relação para com a era da informação como um paradigma dominante num momento de mistura global, economias entrelaçadas, o crescimento da população e os limites planetários, por exemplo, no trabalho de Berry (2014).

## Música
Kim Cascone usa o termo no seu artigo The Aesthetics of Failure: "Post-digital" Tendencies in Contemporary Computer Music. Ele começa o artigo com uma citação do Laboratório MIT Media cyberpundit Nicholas Negroponte: "A revolução digital está acabada." Cascone continua a descrever o que vê como  sendo uma linha de vôo "pós-digital" na música, também comumente conhecido como glitch ou microsound, observando que com o comércio eletrônico agora uma parte natural do tecido empresarial do mundo Ocidental e de Hollywood produzindo massivamente digitais gigabytes, o meio da tecnologia digital detém menos fascínio para compositores como para si próprio.'
Em Art after Technology,  Maurice Benayoun lista possíveis faixas para arte "postdigital" considerando que a inundação digital alterou o toda a paisagem social, económica e artística. A postura do artista vai mover-se de formas que tentam escapar ao reino da tecnológica , sem ser capaz de se desfazer completamente da mesma. Desde lowtech à biotecnologia e da crítica de fusão (intrusão critica de ficção dentro da realidade) novas formas de arte emergem da era digital.
Jem Finer definiu o termo "pós-digital", em relação ao seu trabalho, como "um retorno a uma relação tátil com ideias e materiais apreendidos durante mais de 30 anos de trabalho com computadores. Uma prática que busca transcender a mediação através de um ecrã e localizar-se no mundo físico, em vez de ser removido dum palco, através da representação digital".
Ele foi o primeiro que formulou o termo em relação à sua composição musical de 1000 "Longplayer". Apesar de começar a sua vida como uma peça de música gerada por um computador, foi necessário ser "composta" de tal forma que pudesse superar a possíveis morte do próprio computador, que pudesse assumir qualquer forma tecnológica.
Seguindo essa linha de pensamento, em 2005, ele propôs uma escultura sónica "pós-digital" de duração e composição indeterminadas, intitulada de: "Score for a Hole in the Ground". Essa escultura sónica foi instalada em Kings Wood na floresta de Kent em 2006. Isto escapa completamente à fase digital e usa apenas a força da gravidade, a chuva e o vento como fontes de energia.
Inspirado por suikinkutsu   carrilhões de água encontrados nos jardins dos templos no Japão, "Score for a Hole in the Ground", usa afinados instrumentos de percussão, tocados por pequenas quedas de água para criar música. Como que de uma raiz se tratasse; um sistema de canais que recolhem e amplificam os sons, através de um corno de aço inoxidável, ascende 20 metros acima do nível do solo. Finer descreve o seu projeto como sendo: "ambos, musica e uma parte de paisagem integrada e as forças que atuam sobre ele e nele".

## Arte
Florian Cramer explicou o conceito de arte pós-digital como uma posição à hegemonia da tecnologia digital, em paralelo com a ideia de criticas pós-coloniais ao capitalismo:

Mais pragmaticamente, o termo "pós-digital" pode ser usado para descrever o contemporâneo desencantamento para com os sistemas de informação digital e os respetivos aparelhos, ou o período em que o nosso fascínio para com esses sistemas e aparelhos se torna histórico. [...] Por consequência, "pós-digital" é eventualmente mais do que apenas uma descrição pouco consistente (e possivelmente nostálgica) de mais uma tendência cultural. [...] A mais simples definição de "pós-digital" descreve a medida estética que opõe alta qualidade digital e alta-fiel limpeza.

Arte Posdigital é arte dos novos médias feita utilizando glitches, circuit bending e databending. Outros desafios envolvem o uso de tecnologia digital colaborativa. assumindo a sua presença como parte do mundo das artes a manipular. Artistas como: Mark Lecky, Alice Anderson, Daniel Arsham, Jolan Van Der Viel produziram obras colaborando interativamente entre relações digitais e físicas. Theo-Mass Lexileictous explora o papel da distribuição digital de arte no mundo físico.